# Laurent Giraud
Laurent Giraud est un pêcheur sportif français de truites, licencié à l'association "Les Pêcheurs du Plateau" de Lannemezan, puis à celle de "Tutti Truite 33" à Bordeaux.
Il a été  vice-champion du monde par équipes de pêche à la truite aux appâts naturels en 2009 avec Sébastien Duffo (licencié au "Team No Kill 31" de Toulouse) à Sant Julià de Lòria (Andorre) (et classé 8e individuellement), ainsi que  vice-champion du monde par équipes en 2007 à Saint-Laurent-de-Neste (et classé  3e individuellement, derrière son coéquipier Manu Rojo-Diaz, vice-champion du monde, licencié avec son frère Patrick -alors également présent au sein de l'équipe de France- à l'association "Team no kill 33") (le championnat mondial de la spécialité a été créé en 1992).